# Вайолет Фейн
Мэ́ри Ке́рри (англ. Mary Currie, урождённая Мэ́ри Монтго́мери Лэм (англ. Mary Montgomerie Lamb), по первому мужу — Си́нглтон; 24 февраля 1843 — 13 октября 1905) — английская поэтесса. Из-за недовольства аристократических родственников её занятиями поэзией взяла псевдоним Ва́йолет Фейн (англ. Violet Fane, имя персонажа в романе Бенджамина Дизраэли «Вивьен Грей»).
За первым сборником стихов «От зари до полудня» (англ. «From Dawn to Noon», 1872) последовали ещё несколько стихотворных книг, в том числе «Под Крестом и Полумесяцем» (англ. «Under Cross and Crescent», 1896) и «Меж двух морей» (англ. «Betwixt two Seas», 1900), написанные в Константинополе, где Керри жила в 1894—1898 годах вместе с мужем, британским посланником. Ей принадлежат также три романа, очерки, роман в стихах.